# Armada Argentina
Die Armada Argentina (kurz: ARA) sind die Seestreitkräfte der Republik Argentinien und mit 16.400 Soldaten die zweitstärkste Teilstreitkraft der Argentinischen Streitkräfte.

## Geschichte
Die Argentinische Marine wurde im frühen 19. Jahrhundert im Zuge der südamerikanischen Unabhängigkeitskriege gegründet. Jährlich wird am 17. Mai der Tag der Marine gefeiert, welcher an die Seeschlacht von Montevideo 1814 gedenken soll. Im Rahmen des brasilianisch-argentinischen Krieges (1825–1828) wurde die Marine auf eine Korvette, vier Brigantinen, drei Schoner und neun Kanonenboote erweitert. Wegen der Neuaufstellung konnten die Argentinier, gegen die überlegene brasilianische Marine, standhalten. Kommandeur der Seestreitkräfte war zu dieser Zeit Admiral William Brown. Mit dem Ende des Krieges 1828 wurde die Marine abgeschafft und erst wieder 1840, infolge des uruguayischen Bürgerkrieges, reaktiviert.
Gegen Ende des 19. Jahrhunderts wurde die Marine modernisiert und neue Schiffe wurden angeschafft. Folglich wurde ein Schlachtschiff, zwei Monitore, sechs Kanonenboote, vier Dampfschiffe und mehrere kleinere Schiffe in den 1870ern und sieben Kreuzer in den 1890ern beschafft. Des Weiteren wurden Bildungseinrichtungen, Lager und Werkstätten errichtet.
Nach dem Ersten Weltkrieg entstand zwischen Argentinien, Brasilien und Chile ein Wettrüsten, nachdem Europa wegen Eigenbedarfs keine Schiffe bauen und liefern konnte. Infolge des Wettrüstens gründete Argentinien 1921 die Marineflieger, die in Europa ausgebildet wurden.
Während des 20. Jahrhunderts war die argentinische Marine an mehreren Staatsstreichen beteiligt. Unter anderem setzte sie Marineinfanteristen ein und führte Luftangriffe auf Zivilisten bei der Bombardierung der Plaza de Mayo (1955) durch, bei der 300 Personen ums Leben kamen. Während der Diktatur von 1976–1983 formierte die argentinische Marine gemeinsam mit den anderen Streitkräften eine Militärjunta. Unter anderem betrieb sie mehrere Folterlager, das bekannteste in der Escuela de Mecánica de la Armada (ESMA), in denen bis zu 30.000 Argentinier verschwanden.
Im Falklandkrieg spielte die Marine eine entscheidende Rolle. Bei der Operation Rosario wurden am 2. April 1982 argentinische Marineinfanteristen in Stanley abgesetzt. Durch die zahlenmäßige Überlegenheit der argentinischen Truppen wurden die Falklandinseln schnell eingenommen. Im Laufe des Krieges wurde die Sheffield und die Atlantic Conveyor von Marinefliegern des französischen Typs Dassault Super Étendard mit Exocet Seezielflugkörpern versenkt, Frankreich hat 1979 14 Dassault Super Étendard an Argentinien geliefert. Auf argentinischer Seite sank am 2. Mai 1983 der leichte Kreuzer General Belgrano, wobei 323 der knapp 1.100 Besatzungsmitglieder ums Leben kamen. In den Jahrzehnten nach dem Ende der Militärdiktatur wurde das argentinische Militär, darunter auch die Armada, mehrmals umstrukturiert und erhielt eine umfangreiche zivilgesellschaftliche Kontrollinstanz.
Am 15. November 2017 verschwand das argentinische U-Boot San Juan (S 42) unter ungeklärten Umständen vor der argentinischen Küste im Südatlantik. Die nächste Blamage wurde im Mai 2023 bekannt, als das Verteidigungsministerium bekanntgab, dass fünf im Jahr 2019 zusätzlich gelieferte Dassault Super Étendard von der Argentinischen Marine aufgrund eines britischen Handelsembargos seit dem Falklandkrieg nicht in Betrieb genommen werden konnten, obwohl die Problematik beim Kauf 2018 bekannt war. Es gelang den Argentiniern nicht, die britischen Martin-Baker-Schleudersitze zu ersetzen oder den Support seitens des britischen Herstellers für die Schleudersitze anderweitig sicherzustellen. Auch die ursprünglich gelieferten Maschinen waren aus denselben Grund ziemlich sicher nicht mehr flugtauglich, als das Verteidigungsministerium die Stilllegung der Flotte bekanntgab.

## Ausrüstung
Daten aus:

### Schiffe

#### U-Boote
| Klasse  | Bild | Herkunft       | Anzahl | Schiffe    | Schiffe | Anmerkungen                                      |
| Klasse  | Bild | Herkunft       | Anzahl | Name       | Kennung | Anmerkungen                                      |
| ------- | ---- | -------------- | ------ | ---------- | ------- | ------------------------------------------------ |
| Typ 209 |      | BR Deutschland | 1      | Salta      | S31     | Inaktiv.                                         |
| TR 1700 |      | BR Deutschland | 1      | Santa Cruz | S41     | Inaktiv. Schwesterschiff San Juan 2017 gesunken. |

#### Zerstörer
| Klasse    | Bild | Herkunft               | Anzahl | Schiffe                                      | Schiffe         | Anmerkungen                      |
| Klasse    | Bild | Herkunft               | Anzahl | Name                                         | Kennung         | Anmerkungen                      |
| --------- | ---- | ---------------------- | ------ | -------------------------------------------- | --------------- | -------------------------------- |
| Sheffield |      | Vereinigtes Königreich | 1      | Hercules                                     | B52             | Umgebaut zum Truppentransporter. |
| MEKO 360  |      | BR Deutschland         | 4      | Almirante Brown La Argentina Heroína Sarandí | D10 D11 D12 D13 |                                  |

#### Korvetten
| Klasse             | Bild | Herkunft                   | Anzahl | Schiffe                                         | Schiffe                 | Anmerkungen                                                |
| Klasse             | Bild | Herkunft                   | Anzahl | Name                                            | Kennung                 | Anmerkungen                                                |
| ------------------ | ---- | -------------------------- | ------ | ----------------------------------------------- | ----------------------- | ---------------------------------------------------------- |
| MEKO 140           |      | BR Deutschland Argentinien | 6      | Espora Rosales Spiro Parker Robinson Gómez Roca | P41 P42 P43 P44 P45 P46 |                                                            |
| D'Estienne d'Orves |      | Frankreich                 | 3      | Drummond Guerrico Granville                     | P31 P32 P33             | Zwei der drei Schiffe sind vermutlich nicht einsatzbereit. |

#### Patrouillenboote
| Klasse      | Bild | Herkunft           | Anzahl | Schiffe                                                 | Schiffe         | Anmerkungen |
| Klasse      | Bild | Herkunft           | Anzahl | Name                                                    | Kennung         | Anmerkungen |
| ----------- | ---- | ------------------ | ------ | ------------------------------------------------------- | --------------- | --- |
|             |      | Vereinigte Staaten | 1      | Teniente Olivieri                                       | A2              | |
|             |      | Vereinigte Staaten | 1      |                                                         |                 | |
|             |      | Argentinien        | 1      | King                                                    | P21             | |
| Gowind      |      | Frankreich         | 4      | Bouchard Piedrabuena Almirante Storni Bartolomé Cordero | P51 P52 P53 P54 | Die Bouchard ist ein ehemaliges Schiff der französischen Marine. Die anderen Schiffe wurden 2021 und 2022 geliefert. |
|             |      | Argentinien        | 1      | Zurubí                                                  | P55             | |
| Dabur       |      | Israel             | 4      | Baradero Barranqueras Clorinda Concepción del Uruguay   | P61 P62 P63 P64 | |
| Point       |      | Vereinigte Staaten | 2      | Punta Mogotes Río Santiago                              | P65 P66         | |
| Lürssen 45m |      | Deutschland        | 2      | Intrépida Indómita                                      | P85 P86         | |

#### Hilfsschiffe
| Klasse    | Bild | Herkunft           | Funktion          | Anzahl | Schiffe                                                                | Schiffe         | Anmerkungen                                                        |
| Klasse    | Bild | Herkunft           | Funktion          | Anzahl | Name                                                                   | Kennung         | Anmerkungen                                                        |
| --------- | ---- | ------------------ | ----------------- | ------ | ---------------------------------------------------------------------- | --------------- | ------------------------------------------------------------------ |
|           |      | Vereinigte Staaten | Tonnenleger       | 3      | Ciudad de Zárate Ciudad de Rosario Punta Alta                          | Q61 Q62 Q63     | Ehemalige Schiffe der United States Coast Guard.                   |
| Neftegaz  |      | Polen              | Forschungsschiff  | 4      | Puerto Argentino Estrecho de San Carlos Bahía Agradable Islas Malvinas | A21 A22 A23 A24 |                                                                    |
|           |      | Finnland           | Eisbrecher        | 1      | Almirante Irízar                                                       | Q5              |                                                                    |
|           |      | Argentinien        | Vermessungsschiff | 1      | Comodoro Rivadavia                                                     | Q11             |                                                                    |
|           |      | Argentinien        | Vermessungsschiff | 1      | Cormorant                                                              | Q15             |                                                                    |
|           |      | Argentinien        | Vermessungsschiff | 1      | Puerto Deseado                                                         | Q20             |                                                                    |
|           |      | Deutschland        | Vermessungsschiff | 1      | Austral                                                                | Q21             |                                                                    |
| Durance   |      | Frankreich         | Tanker            | 1      | Patagonia                                                              | B1              |                                                                    |
| Costa Sur |      | Argentinien        | Frachtschiff      | 2      | Canal Beagle San Blas Bay                                              | B3 B4           |                                                                    |
|           |      | Argentinien        | Segelschulschiff  | 1      | Libertad                                                               | Q2              |                                                                    |
| LICA      |      | Argentinien        | Schulschiff       | 1      | Ciudad de Ensenada                                                     |                 | Das zweite Schiff die Ciudad de Berisso befindet sich noch im Bau. |

### Luftfahrzeuge

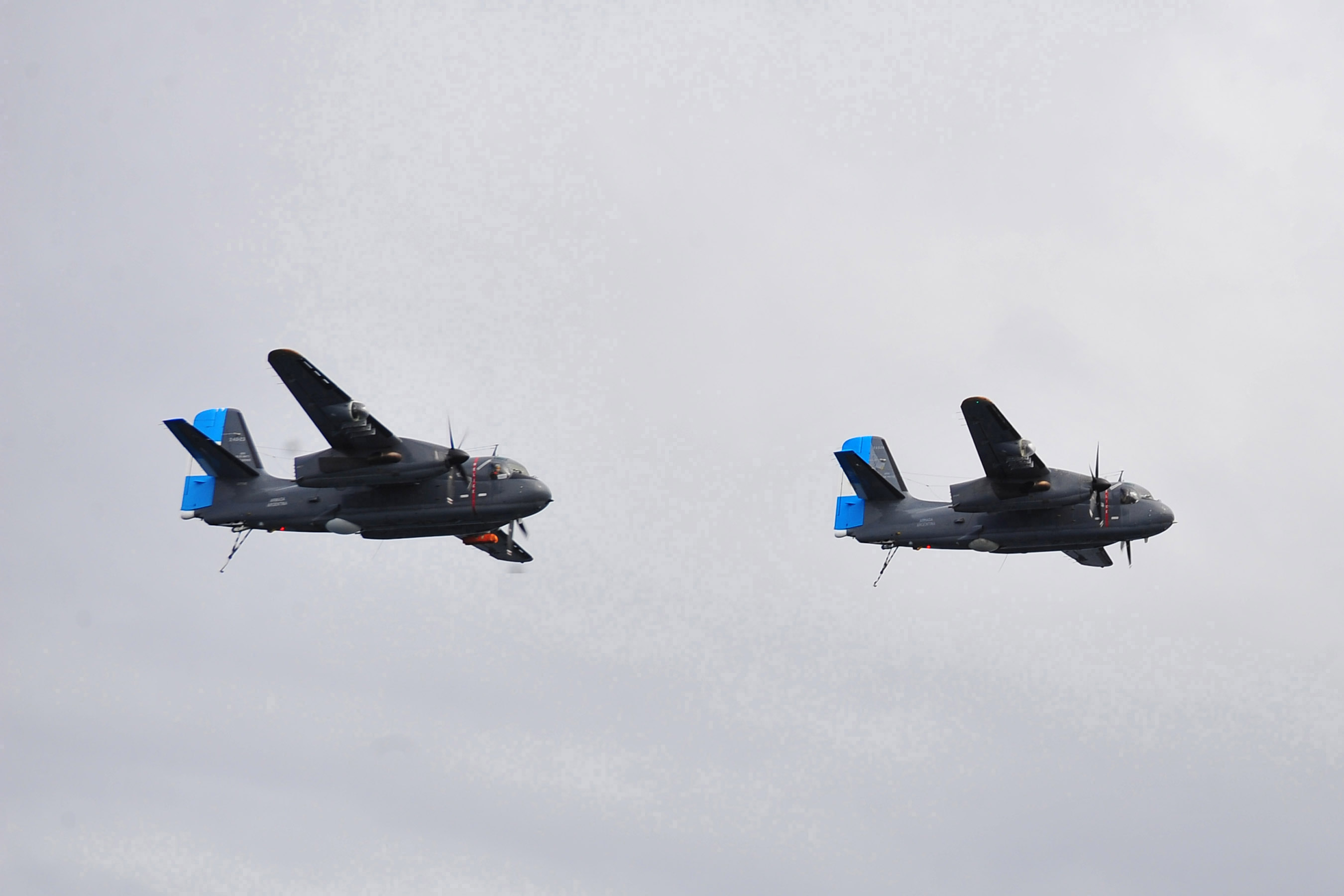
Zwei S-2-Seefernaufklärer

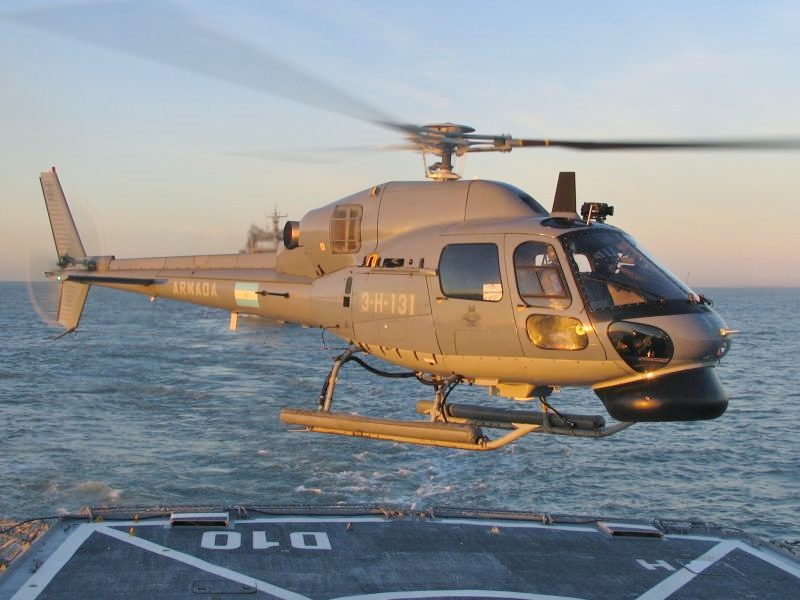
Ein H125 der argentinischen Marine

| Typ                     | Herkunft           | Funktion                          | Version      | Anzahl                           |
| Flugzeuge               | Flugzeuge          | Flugzeuge                         | Flugzeuge    | Flugzeuge                        |
| ----------------------- | ------------------ | --------------------------------- | ------------ | -------------------------------- |
| Beechcraft King Air     | Vereinigte Staaten | SeefernaufklärerTransportflugzeug | King Air 200 |                                  |
| Grumman S-2             | Vereinigte Staaten | Seefernaufklärer                  |              | 2                                |
| Lockheed P-3B/C/N       | Vereinigte Staaten | Seefernaufklärer                  |              | 10 (6, 3, 1) (davon 5 P-3B a.D.) |
| Pilatus PC-6            | Schweiz            | Transportflugzeug                 |              | 1                                |
| Beechcraft T-34         | Vereinigte Staaten | Schulflugzeug                     |              | 10                               |
| Hubschrauber            |                    |                                   |              |                                  |
| Airbus Helicopters H125 | Europäische Union  | Mehrzweckhubschrauber             | AS555        | 1                                |
| Sikorsky S-61           | Vereinigte Staaten | Mehrzweckhubschrauber             |              | 4                                |

### Fahrzeuge

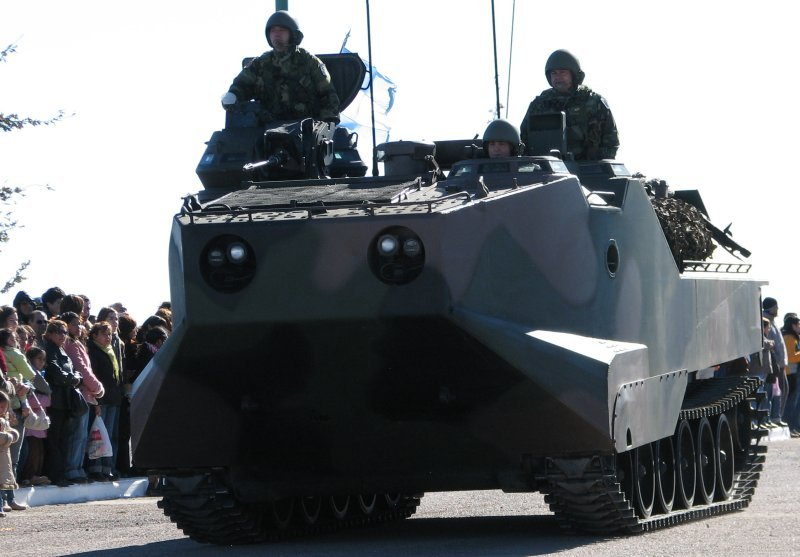
LVTP-7 der argentinischen Marine

| Typ                        | Herkunft           | Funktion                          | Version      | Anzahl |
| -------------------------- | ------------------ | --------------------------------- | ------------ | ------ |
| ERC-90 Sagaie              | Frankreich         | Spähpanzer                        | ERC-90F      | 12     |
| Panhard VCR                | Frankreich         | Mannschaftstransporter            |              | 31     |
| Assault Amphibious Vehicle | Vereinigte Staaten | MannschaftstransporterBergepanzer | LVTP-7AAVR-7 | 11+    |

### Geschütze
| Typ                       | Herkunft           | Funktion                       | Version      | Anzahl |
| ------------------------- | ------------------ | ------------------------------ | ------------ | ------ |
| Gebirgshaubitze Modell 56 | Italien            | 105-mm-Haubitze                |              | 13     |
| M114                      | Vereinigte Staaten | 155-mm-Haubitze                |              | 6      |
| M-1968                    | Argentinien        | 105-mm-Rückstoßfreies Geschütz | M-1974 FMK-1 | 30     |
| Robotsystem 70            | Schweden           | MANPADS                        |              |        |
| Bofors-Geschütz           | Schweden           | Flugabwehrkanone               |              | 4      |

## Ränge
| Dienstgradgruppe  | Generale  | Generale      | Generale        | Generale           | Stabsoffiziere   | Stabsoffiziere     | Stabsoffiziere     | Hauptleute / Leutnante | Hauptleute / Leutnante | Hauptleute / Leutnante | Offizieranwärter |
| ----------------- | --------- | ------------- | --------------- | ------------------ | ---------------- | ------------------ | ------------------ | ---------------------- | ---------------------- | ---------------------- | ---------------- |
| Abzeichen         |           |               |                 |                    |                  |                    |                    |                        |                        |                        |                  |
| Dienstgrad        | Admiral   | Vizeadmiral   | Konteradmiral   | Kommodore          | Kapitän zur See  | Fregattenkapitän   | Korvettenkapitän   | Kapitänleutnant        | Oberleutnant zur See   | Leutnant zur See       | kein Äquivalent  |
| Span. Bezeichnung | Almirante | Vicealmirante | Contraalmirante | Comodoro de Marina | Capitán de Navío | Capitán de Fragata | Capitán de Corbeta | Teniente de Navio      | Teniente de Fragata    | Teniente de Corbeta    | Guardiamarina    |